# Janina Altman
Janina Altman, ebraico:ינינה אלטמן‎ nata Janina Hescheles (Janka Heszelesówna); (Leopoli, 2 gennaio 1931 – Haifa, 24 luglio 2022), è stata una chimica e scrittrice polacca con cittadinanza israeliana e sopravvissuta all'Olocausto.
Tra i suoi lavori più noti: L'Olocausto attraverso gli occhi di una ragazza di 12 anni e La Rosa Bianca. Studenti e intellettuali in Germania dopo l'ascesa di Hitler. Talvolta ha usato lo pseudonimo "Zvia Eitan"

## Biografia
Janina Hescheles  nacque a Leopoli, allora in Polonia e ora in Ucraina; suo padre, Henryk Hescheles, era un giornalista a Leopoli e uno dei redattori del giornale sionista in polacco Chwila, sua madre lavorava nell'ospedale di via Józef Dwernicki 54 come cancelliere e, dallo scoppio della guerra, come infermiera. La famiglia viveva con i nonni nel quartiere ebraico di via Jakób Herman di Lepoli, all'epoca una città per un quarto ebraica. Il fratello di suo padre, Marian Hemar, riuscì a fuggire da Varsavia in Inghilterra all'inizio della seconda guerra mondiale. 
Leopoli fu annessa all'Unione Sovietica nel 1939. Henryk Hescheles fu assassinato nel 1941 nei primi giorni dopo la conquista tedesca di Leopoli; secondo le indagini che Janina Altmann riuscì poi a condurre, fu assassinato dal battaglione Nachtigall, in cui lavorò come ufficiale anche il successivo ministro federale Theodor Oberländer.  Suo zio Stanisław Lem riuscì a nascondere le sue origini ebraiche e a sopravvivere all'occupazione tedesca. Janina Hescheles e sua madre sopravvissero inizialmente ai pogrom organizzati dalla popolazione ucraina di Leopoli. I nonni di Janina e altri parenti e amici furono arrestati e uccisi durante le azioni ebraiche organizzate dai tedeschi. Sua madre si tolse poi la vita con il cianuro in seguito alla pressione delle condizioni in cui viveva. Janina fu imprigionata nel campo di lavoro forzato di Janowska e lavorò come sarta per la fabbrica di attrezzature tedesca. Michał Borwicz, che aveva organizzato una vita letteraria illegale nel ghetto, riuscì a fuggire nel settembre 1943 e si assicurò che anche Janina potesse fuggire nell'ottobre 1943 con l'aiuto dell'organizzazione di resistenza ebraica Żegota.
Hescheles fu nascosta da varie famiglie a Cracovia e poi da Jadwiga Strzałecka in un orfanotrofio a Poronin. Su suggerimento di Borwicz, iniziò a scrivere i suoi ricordi della persecuzione a Leopoli tre settimane dopo la sua fuga. Il manoscritto fu stampato nel 1946 con il titolo Oczyma dwunastoletniej dziewczyny ["Attraverso gli occhi di una dodicenne"] dall'Organizzazione degli ebrei polacchi di Cracovia. A differenza del diario di Anna Frank, «il suo racconto inizia dove finisce, cioè quando non ci si nasconde più e il bambino è indifeso di fronte ai pericoli e alle terribili esperienze del campo». Dopo la fine della guerra, si trasferì in un orfanotrofio a Sopot, dove poté frequentare di nuovo la scuola e si diplomò al liceo nel 1949.
Quando il suo diario fu pubblicato in traduzione tedesca a Berlino Est nel 1958 e poi a Monaco di Baviera nel 1963, i redattori credettero che lei fosse tra le vittime dell'Olocausto.
Nel 1950, Hescheles emigrò in Israele, dove studiò chimica al Technion di Haifa e conseguì il dottorato nel 1962. Sposò il fisico Kalman Altmann ed ebbero due figli. Janina Altman rimase al Technion come scienziata e lavorò anche al Weizmann Institute of Science e all'Università Ludwig-Maximilians di Monaco. Il suo lavoro (collaborativo) è stato pubblicato su riviste scientifiche internazionali come Liebig's Annalen, Inorganic Chemistry, Chemical Reports e Journal of Medicinal Chemistry. Durante il suo soggiorno di ricerca di tre anni a Monaco di Baviera, si occupò anche del rapporto degli studiosi tedeschi con il nazionalsocialismo e scrisse una monografia su questo tema nel 2007, The White Rose ("La Rosa bianca").
Altman sostenne il gruppo pacifista Women in Black sin dalla Prima Intifada (1987-1991). Morì ad Haifa nel luglio 2022 all'età di 91 anni. Fu sepolta al Cimitero di Sde Yehoshua (Kfar Samir).

## Opere
- Hescheles, Janina. Il mio Lvov. Memorie dell'Olocausto di una ragazza di dodici anni, Amsterdam Publishers, 2020, ISBN 9789493056299
- Memoria originale scritta nel 1942: Oczyma dwunastoletniej dziewczyny. (Ri-modificato) Centralna Żydowska Komisja Historyczna, 2015, ISBN 978-83-65254-05-4
- Hescheles, Janina, Mit den Augen eines zwölfjährigen Mädchens, in Im Feuer vergangen. Tagebücher aus dem Ghetto (in tedesco). Rütten & Loening, Berlino 1962, pp. 345-411
- Hescheles-Altman, Janina. Con los ojos de una niña de doce años: (in spagnolo). Hermida Editores S.L. 2014, ISBN 9788494176746
- Altman, Janina (sotto lo pseudonimo di Zvia Eitan), Sono ancora vivi (in ebraico), Tel-Aviv, Alef 1969; vincitore del premio israeliano ACUM
- Altman, Janina (sotto lo pseudonimo di Zvia Eitan), Cosa porterà il domani? (in ebraico). Tel-Aviv, Alef 1972
- Altman, Janina, Oro, Dalle profondità della Terra allo spazio (in ebraico). Ramat Gan, Masadah 1977
- Altman, Janina, La Rosa Bianca. Studenti e intellettuali in Germania dopo l'ascesa di Hitler (in ebraico). Pardes 2007